# Hedana bonneti
Hedana bonneti là một loài nhện trong họ Thomisidae.
Loài này thuộc chi Hedana. Hedana bonneti được Pater Chrysanthus miêu tả năm 1964.